# Personal Package Archive
Personal Package Archive (skrót: PPA) — repozytorium oprogramowania, do którego wprowadza się pakiety źródłowe w celu przystosowania ich do użycia przez APT na Launchpad lub podobne programy. Termin ten jest używany dla pakietów dla Ubuntu zawartych w tego typu repozytorium, chociaż Canonical przewiduje zastosowanie poza Ubuntu.
Zostało otwarte dla wszystkich zainteresowanych 25 listopada 2007, po kilku miesiącach testów. Pierwotnie każde PPA miało do dyspozycji 1 GiB miejsca; 4 maja 2011 Matthew Revell opublikował na blogu Launchpad informację o zwiększeniu domyślnego przydziału do 2 GiB. Nie obowiązuje też limit transferu. Na życzenie może ten przydział zostać zwiększony. Wspiera tworzenie pakietów Ubuntu dla architektury x86, x86-64 i LPIA dla wersji Ubuntu do 10.04 włącznie.
Pozwala na dystrybucję pakietów w wersjach nowszych niż przewidują założenia danej wersji dystrybucji oraz na dostarczenie pakietów, które zostały wydane po zamrożeniu danej wersji, a miały zostać do niej wprowadzone, np. w KDE 4 czy GNOME 3.
Użytkownicy Ubuntu 9.10 i nowszych mogą dodać repozytorium przez wykonanie polecenia sudo add-apt-repository ppa:team/ppa. W starszych wydaniach wymagane było dodawanie repozytoriów PPA przez dodanie wpisów do pliku sources.list